# Passion (1982)
Passion ist ein französisch-schweizerischer Spielfilm von Regisseur Jean-Luc Godard aus dem Jahr 1982. Die einzelnen Handlungsfragmente, eingebettet in die problematische Arbeitswelt, geben dem Publikum Rätsel auf. Thematisch ist Godard dem Geheimnis der Malerei auf der Spur und untersucht Licht und Komposition einiger Gemälde von Rembrandt, Ingres, Goya und Delacroix.

## Handlung
In einem französischen Filmstudio entsteht ein Film, in dem berühmte Gemälde nachgestellt werden. Die Statisten, kostümiert wie die gemalten Menschen, verharren regungslos in den jeweiligen Posen, während eine Filmkamera auf einem Kran sich um sie bewegt. Regie führt der Pole Jerzy, der oft mit dem Licht nicht zufrieden ist und verlangt, dass man immer weiter nach der besten künstlerischen Umsetzung sucht. Zu seinen Mitarbeitern gehören unter anderen der ungarische Regieassistent László und der Maschinist Jean-François. Die Equipe ist in einem Hotel untergebracht, das vom Ehepaar Hanna, einer Deutschen, und Michel betrieben wird. Ihre Ehe befindet sich in der Krise. Michel gehört auch ein Industriebetrieb nebenan. In diesem ist die junge Arbeiterin Isabelle beschäftigt gewesen, bis Michel ihr nach einem Streit um Arbeitsbedingungen gekündigt hat.

Die Nachtwache von Rembrandt, eines der im Film nachgestellten Gemälde.

Isabelle nimmt an einer gewerkschaftlichen Versammlung teil, an der man Möglichkeiten diskutiert, gemeinsam ihre Wiederanstellung zu erreichen. Jerzy ist von Hanna fasziniert und macht Probeaufnahmen, auf denen er ihr Gesicht streichelt. Für Lászlós Pläne, nach Hollywood zu gehen, hat Jerzy nichts übrig. Nachdem eine Statistin ausgestiegen ist, übernimmt die taubstumme Nichte Michels ihren Einsatz, bei dem sie unter anderem eine nackte Badende darstellt. Isabelle besteht auf ein Recht auf Arbeit und begibt sich in die Fabrik, doch Michel lässt sie von der Polizei abführen. Sie spricht sich mit Jerzy über ihre Probleme aus und lässt sich von ihm entjungfern. Als die Drehtage vorbei sind, verstreuen sich die Beteiligten in alle Richtungen.

## Kritik
Der Fischer Film Almanach 1984 wies auf die Krankheiten der Figuren hin, wie Michels Husten oder Isabelles Stottern, und ging von einer Heimatlosigkeit Jerzys, Lászlós und Hannas aus. Sie seien „so kaputt, dass sie sich ständig schlagen, hektisch rennen sie herum“, der Film sei hektisch und alles instabil. Ruhe schaffe hingegen die klassische Musik. „Ein schwieriger Film, wenn man ihn »verstehen« will, ein einfacher, wenn man sich der Intensität der einzelnen Szenen anvertraut.“ Für den film-dienst ist Passion „intellektuelles avantgardistisches Kino“, im Vergleich zu Godards Arbeiten aus den 1960ern „sperriger und vielgesichtiger“. Der Film sei „voller hintergründiger Verweise, manchmal surrealistisch manchmal satirisch-burlesk, dann wieder beziehungsreiches Welttheater oder absurde Komödie.“ Der Regisseur argumentiere „gegen das giganteske Erzählkino […] für die Vielfalt der Eindrücke und gegen eindeutige Festlegungen.“
Unter der Überschrift „Farbe macht Arbeit“ kommen Sabeth Buchmann und Karin Gludovatz zu dem Fazit: „Godard versteht es, das künstlerische Problem des Lichts auf eine Weise mit dem Drama der modernen bzw. spätkapitalistischen Arbeitsgesellschaft zu verknüpfen, die die drei großen Leitlinien seines künstlerischen Projekts – Liebe, Arbeit und Kino – exponieren und zugleich brechen.“